# Windows Mixed Reality
Windows Mixed Reality (WMR) war eine von Microsoft entwickelte Plattform für virtual- (VR) und augmented-reality (AR)-Anwendungen. Erschienen ist WMR im Jahr 2015 unter der Bezeichnung Windows Holographic, was anfangs ausschließlich zum Betrieb der Microsoft HoloLens vorgesehen war. 2016 kündigte Microsoft an, die Plattform für Drittanbieter zu öffnen. Der Name änderte sich zur heutigen Bezeichnung und 2017 wurde WMR zum Bestandteil von Windows 10. Seitdem erschienen auch VR-Headsets auf Basis dieser Plattform. Im Dezember 2023 wurde WMR von Microsoft eingestellt.

## Kompatible AR-Hardware (Microsoft HoloLens & HoloLens 2)
Parallel zu der Plattform wurde von Microsoft eine Datenbrille namens HoloLens vorgestellt, welche mit Windows Holographic arbeitet. Die Brille verfügt über ein hochauflösendes Head-Mounted Display, welches dreidimensionale Objekte in die Umwelt projizieren kann. Sie verfügt unter anderen über Sprach-, Gesten- und Blicksteuerung. Mit HoloStudio, einer Anwendung zum Erstellen von 3D-Modellen, und HoloBuilder, einer Minecraft-Adaption für die HoloLens, wurden bereits Anwendungen auf Basis von Windows Holographic vorgestellt.

## Kompatible VR-Hardware
Im Oktober 2017 erschienen die ersten VR-Brillen für diese Plattform:
- Acer Windows Mixed Reality HMD, später leicht abgeändert als Acer OJO 500 bezeichnet[7]
- Dell Visor
- HP Windows Mixed Reality HMD
- Lenovo Explorer sowie die baugleiche[8] Medion Erazer X1000

Kurze Zeit später stellten zwei weitere Hersteller WMR-Headsets vor:
- Samsung HMD Odyssey (November 2017), sowie Nachfolger Samsung HMD Odyssey+ (Oktober 2018)[10]
- Asus Windows Mixed Reality HMD (2018)

Weitere Headsets erschienen seit 2019:
- HP Reverb (Mai 2019)[11]
- HP Reverb G2 (Ankündigung Mai 2020, auslieferbar seit Dezember 2020)

Alle genannten Headsets nutzen ein von Microsoft spezifiziertes inside-out-Tracking-System mit 6 Degrees of Freedom („6DoF“), also vollständiger räumlicher Bewegungsverfolgung. Umgesetzt wird dies durch 2 eingebaute Kameras, wobei die HP Reverb G2 als erste VR-Brille dieser Plattform ein weiterentwickeltes 4-Kamera-System einsetzt.